# Juan Manuel Silva (futbolista)
Juan Manuel "Chamaco" Silva (Copiapó, Chile, 18 de junio de 1970) es un exfutbolista chileno. Jugaba de mediocampista. Desarrolló su carrera en clubes del norte de su país.

## Trayectoria
Comenzó su carrera como profesional en 1991 defendiendo los colores de Regional Atacama en la Primera B de Chile. Para la temporada 1993, fue transferido a Cobreloa de la Primera División, consiguiendo la primera temporada el subcampeonato. Se convirtió en miembro importante del plantel loíno, inclusive pasando a ser el capitán del equipo entre 1998 y 2000.
La temporada 2001, fichó por Cobresal de la Primera B, logrando ese mismo año el ascenso a la Primera División. Terminó su carrera como futbolista profesional en 2004.

## Selección nacional
Jugó dos amistosos con la selección chilena, uno contra Perú, en mayo de 1994 y  uno contra Argentina, en noviembre del mismo año.

### Partidos internacionales
| 1     | 25 de mayo de 1994      | Estadio Nacional, Santiago, Chile | Chile      | 2-1 | Perú      |   |  | Mirko Jozić | Amistoso |
| 2     | 16 de noviembre de 1994 | Estadio Nacional, Santiago, Chile | Chile      | 0-3 | Argentina |   |  | Mirko Jozić | Amistoso |
| Total | Total                   | Total                             | Presencias | 2   | Goles     | 0 |  |             |          |

| Selección chilena | Selección chilena | Selección chilena |
| Año               | Partidos          | Goles             |
| ----------------- | ----------------- | ----------------- |
| 1994              | 2                 | 0                 |
| Total             | 2                 | 0                 |

## Clubes
| Club             | País  | Año       |
| ---------------- | ----- | --------- |
| Regional Atacama | Chile | 1991-1992 |
| Cobreloa         | Chile | 1993-2000 |
| Cobresal         | Chile | 2001-2004 |